# Matt Milne
Pour les articles homonymes, voir Milne.
Matt Milne est un acteur britannique né le 1er janvier 1990 à  Hereford. Il est principalement connu pour le rôle d'Alfred Nugent dans Downton Abbey.

## Filmographie

### Cinéma
- 2011 : Cheval de guerre : Andrew Easton
- 2012 : La Colère des Titans : le garde d'élite

### Télévision
- 2012-2013 : Downton Abbey : Alfred Nugent (15 épisodes)